# Rainer Geserich
Rainer Geserich (* 8. November 1942; † 20. Juli 2020 in Lehnin) war ein deutscher Fußballspieler. Für den SC Dynamo Berlin/BFC Dynamo spielte er von 1962 bis 1969 in der DDR-Oberliga, der höchsten Spielklasse im DDR-Fußball. Er bestritt 76 Erstligaspiele, bei denen er elf Tore erzielte. Geserich war mehrfacher Junioren- und Nachwuchs-Nationalspieler.

## Sportliche Laufbahn
Als Jugendlicher spielte Geserich bei den brandenburgischen Sportgemeinschaften Alt Töplitz, Lok Frankfurt und Rotation Babelsberg. Als Babelsberger Juniorenspieler gehörte er zum Kader der Junioren-Nationalmannschaft, mit der er als Linksaußenstürmer sechs Länderspiele bestritt, in denen er zwei Tore erzielte. Im Januar 1961 übernahm der neugegründete SC Potsdam neben der 1. Mannschaft von Rotation Babelsberg auch Juniorenspieler Geserich. Der 18-Jährige wurde bereits früh in die DDR-Liga-Mannschaft eingebaut, und er bestritt von den 39 Punktspielen (Sondersaison zum Übergang vom Kalenderjahr- auf den Sommer-Frühjahr-Rhythmus) 31 Partien. Dabei war er mit neun Toren erfolgreich.
Mit seinen sechs Junioren-Länderspielen war Geserich für den Oberligisten SC Dynamo Berlin interessant geworden. Geserich wechselte zur Saison 1962/63 zum Sportclub des DDR-Innenministeriums und wurde dort auf der linken Angriffsseite sofort Stammspieler. Er bestritt alle 26 Punktspiele und erzielte fünf Tore. In dieser Saison wurde er auch in drei Länderspielen der DDR-Nachwuchsnationalmannschaft eingesetzt. 1963/64 gehörte Geserich weiterhin zur Stammelf des SC Dynamo, er fehlte nur bei drei Punktspielen, wurde überwiegend wieder als Linksaußen aufgeboten und kam auf drei Tore. Während es in der Hinserie 1964/65 für Geserich wie gewohnt lief, er kam in allen 13 Punktspielen zum Einsatz, warfen ihn nach der Winterpause Verletzungen und Formschwäche aus der Bahn, sodass er nur noch in drei weiteren Punktspielen spielte. Stattdessen wurde er in Spielen der Reservemannschaft eingesetzt.
Eine langwierige Knöchelverletzung behinderte auch 1965/66 Geserichs Oberligaambitionen. Während der Saison wurde die Fußballsektion des SC Dynamo ausgegliedert und in den Berliner Fußball Club Dynamo (BFC) umgewandelt. Nach der Saison 1966/67 stieg der BFC aus der Oberliga ab, Geserich hatte nur ein Oberligaspiel bestritten. Erst in der DDR-Liga-Saison 1967/68 fand er zu alter Form zurück und war mit seinen 28 Einsätzen in 30 Punktspielen sowie fünf Tore entscheidend am sofortigen Wiederaufstieg der Berliner beteiligt. Nach dem ersten Spieltag der Oberligasaison 1968/69 verletzte sich Geserich erneut und blieb danach so formschwach, dass er für den Rest der Spielzeit in der Reservemannschaft, die inzwischen als BFC II in der DDR-Liga spielte, eingesetzt wurde. Daneben wurde er noch fünfmal als Einwechselspieler in der Oberliga eingesetzt.
Zur Saison 1969/70 wechselte Geserich zum drittklassigen Bezirksligisten SG Dynamo Frankfurt, der mit ihm 1971 den Aufstieg in die DDR-Liga schaffte. 1971/72 schloss sich Frankfurt der SG Dynamo Fürstenwalde an, die den Platz von Frankfurt in der DDR-Liga übernahm. Für Fürstenwalde spielte Geserich zwei Spielzeiten in der DDR-Liga und kam dabei auf 27 Punktspieleinsätze und zwei Meisterschaftstore. Im Sommer 1973 schloss er sich dem Ligakonkurrenten Motor Babelsberg an, wo er noch vier Punktspiele bestritt. Danach trat er im Alter von 31 Jahren vom Leistungssport zurück.

## Trivia
Rainer Geserich lebte zuletzt in seinem Heimatort Töplitz und verstarb nach längerer Krankheit am 20. Juli 2020.